# Östringen (landskap)

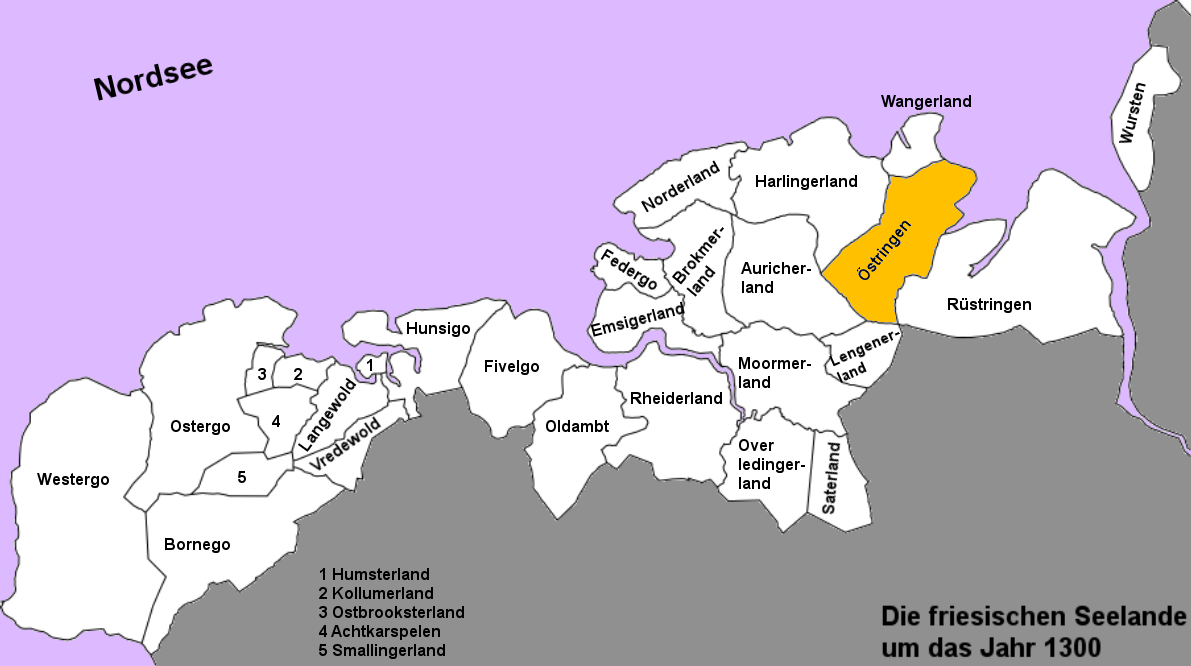
Östringen omkring år 1300 vid tiden för den frisiska friheten

Östringen var ett historiskt frisiskt landskap, omgivet av Rüstringen, Harlingerland, Wangerland, Auricherland och Lengenerland. Området styrdes från 700-talet och fram till 1300-talet av olika härskare från hertigdömet Sachsen, Ammerland och Oldenburg. Den ledande staden i området var Jever. 
På 1300-talet kom Östringen att förenas med Wangerland och på 1400-talet med de rester som återstod av Rüstringen väster om Jadebusen efter de naturkatastrofer som drabbat området. Dessa tre områden bildade Jeverland (Herrschaft Jever). 
Till skillnad från flera av de andra frisiska landskapen har namnet Östringen helt slutat att användas.